# Cuphea thymoides
Cuphea thymoides är en fackelblomsväxtart som beskrevs av Adelbert von Chamisso och Schltdl.. Cuphea thymoides ingår i släktet blossblommor, och familjen fackelblomsväxter. Utöver nominatformen finns också underarten C. t. satureioides.